# Phryxe futilis
Phryxe futilis là một loài ruồi trong họ Tachinidae.